# Instituto Secular das Catequistas do Sagrado Coração de Jesus
Das Instituto Secular das Catequistas do Sagrado Coração de Jesus (deutsch: Säkularinstitut der Katechisten vom heiligsten Herzen Jesu, ukrain.: Світський Інститут Катехиток Серця Ісусового, engl.: Secular Institut of Catechists of the Sacred Heart of Jesus) wurde 1940 von Pater Cristóforo Myskiw OSBM (1905–1973) in Prudentópolis, Brasilien, gegründet und erhielt 1971 die Anerkennung zum Säkularinstitut päpstlichen Rechts.

## Mitglied der UGKK
Das weltliche Institut ist ein Institut des geweihten Lebens und wurde kirchenrechtlich als Säkularinstitut anerkannt. Das Institut ist der Ukrainischen Griechisch-katholischen Kirche (UGKK) angeschlossen und praktiziert den byzantinischen Ritus, aus diesem Grund ist es auch dem Dikasterium für die orientalischen Kirchen zugeordnet worden. Weiterhin ist es ein eingeschriebenes Säkularinstitut der United States Conference of Secular Institutes.

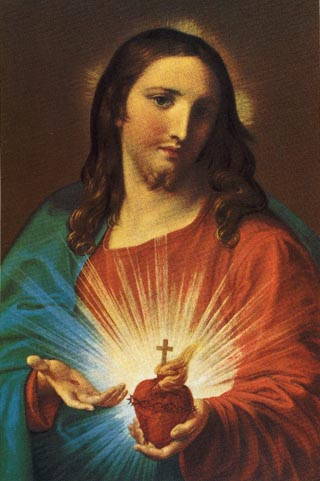
Heiligstes Herz Jesu (Pompeo Batoni, Seitenaltar in der Jesuskirche, Rom)

## Der Gründer
Pater Cristóforo Myskiw war Ordenspriester der Basilianer des hl. Josaphat und betreute ukrainische Emigranten in Prudentópolis. Den Einwanderern war es nicht erlaubt, in den Kirchen, Schulen und öffentlichen Einrichtungen Brasiliens ihren byzantinischen Ritus zu pflegen und ihre Gottesdienste in ihrer Muttersprache abzuhalten. Aus dieser Situation heraus entschloss sich Pater Cristóforo, eine Gemeinschaft von Gläubigen zu gründen, in der die Mitglieder inmitten der Welt, ohne Unterschiede zu den Mitgläubigen, leben können, ihre Sprache pflegen, den ukrainisch-griechischen Glauben praktizieren können und anderen Menschen das Evangelium verkünden sollen.
(siehe auch Hauptartikel:  Erzeparchie São João Batista em Curitiba)

## Lebensform und Spiritualität
Die Mitglieder des Säkularinstituts leben in offenen Gemeinschaften, sie tragen keine Ordenstracht und pflegen soziale und gesellschaftliche Verbindungen. In der Nachfolge Jesu suchen sie die Vollkommenheit, die Nächstenliebe und die Heilige Eucharistie ist ihnen das höchste Gut, das es für sie anzustreben gilt. Die Mitglieder verfügen über eine abgeschlossene Berufsausbildung. Sie leben im Einklang mit der Lehre der Kirche und sind gewillt, den östlichen Ritus der Ukrainisch-griechisch-katholischen Kirche zu verwirklichen. Das Arbeitsgebiet umfasst die Durchführung von Tagungen, Betreuungsaufgaben, Exerzitien und die Katechese. Zu den Mitgliedern zählen Frauen und Priester, die ein Ordensgelübde nach den Evangelischen Räten abgelegt haben.